# 사랑은 기적이 필요해
《사랑은 기적이 필요해》는 2005년 10월 5일부터 2005년 12월 8일까지 방송된 SBS 수목 드라마이다.

## 등장 인물
- 김원희 : 차봉심 역
- 이규한 : 진정표 역
- 이세은 : 유세비 역
- 김영찬 : 진토 역
- 송옥숙 : 박순애 역
- 리경 : 미미 역
- 오대규 : 진정수 역
- 김인태 : 진태백 역
- 김수미 : 조경란 역
- 이승형 : 유세준 역
- 김영철 : 홍승재 역
- 박하선 : 송윤주 역
- 유다인 : 장경희 역
- 박주아 : 문영노 역
- 최진리 : 나선준 역
- 임채무
- 박다안 : 정혜진 역

## 수상
- 2005년 SBS 연기대상 뉴스타상 이규한

## 참고 사항
- 극중 차정심 역으로 나온 김원희가 2000년 SBS <도둑의 딸> 이후[1] 5년 만에 정극 복귀를 하여 화제가 됐는데 <도둑의 딸> 이후 SBS <이 부부가 사는 법> 등에서 드라마 캐스팅 제의가 왔으나 MC 활동과 학업 등으로 바빠서 고사한 바 있었다.
- 우연성의 남발로 비난을 샀고 결국 기대 이하의 성적에 그쳤다.[2] 그러나, 높은 시청률을 기록했던 동시간대 경쟁작인 KBS 2TV의 장밋빛 인생의 종영 이후에는 시청률이 10% 중후반대로 상승해 수목드라마 1위를 기록하기도 했다.
- 김원희(차봉심 역)는 해당 드라마 뿐 아니라 MC 활동 등으로 탈진 상태를 겪어왔으며[3] 그 이후 2008년 OCN <과거를 묻지 마세요>에 출연했을 뿐 현재는 진행자 위주로 활동 중이다.